# Willie Taggart
Willie Author Taggart (Bradenton, Florida, 1976. augusztus 27. –) amerikai amerikaifutball-játékos és -edző, 2023 óta a Baltimore Ravens running backjeinek edzője. Korábban több, az NCAA Football Bowl aldivíziójában versenyző csapat vezetőedzője volt.

## Játékosként

### Középiskolai
A bradentoni Manatee Középiskola kiemelkedő sportolója volt, játéka hozzájárult ahhoz, hogy a csapat többször is kijusson az állami bajnokságra. Háromezer yardos (2700 méteres) passzával rekordot döntött.

### Egyetemi
1995 és 1998 között Jim Harbaugh felkérésére a Nyugat-kentuckyi Egyetem quarterbackje volt; az egyetemi sportegyesület egyik játékosa a négyből, akinek mezszámát visszavonultatták. Utolsó két szezonjában jelölték az I-AA divízió legjobb támadójátékosának odaítélt Walter Prayton-díjra. 1998-ban a divízió független sportegyesületei legjobb támadójátékosává választották.

## Edzőként

### Kezdetek
1998-ban diplomázott, és 2006-ig a Hilltoppers helyettes edzője maradt. A 2002-es országos bajnokságon Jack Harbaugh helyettese volt.
2006-ban Jim Harbaugh a Stanford Cardinalhez távozott, és felkérésére Taggart a csapat running backjeinek edzője, valamint toborzó lett.

### Western Kentucky Hilltoppers
2010-ben a Hilltoppers vezetőedzője lett. 2011-ben a csapat győztes végeredmény ellenére nem, csak 2012-ben jutott ki a bowlmérkőzésre, azonban addigra Taggart felmondott.

### South Florida Bulls
2012. december 7-én a South Florida Bulls vezetőedzője lett.
Első szezonjában 2–10-es, a másodikban 4–8-as eredményt ért el. A rájátszás során több személyt (például a támadó- és védőkoordinátorokat) is lecserélt, valamint új stratégiákat vezetett be. 2015-ben öt év óta először kijutottak a bowlmérkőzésre (Miami Beach Bowl), ahol kikaptak a Hilltoppers ellen.
2016-ban az American Athletic Conference East divíziójának második helyén végeztek; 10–2-es eredményük az első két számjegyű győzelmük.

### Oregon Ducks
2016. december 7-én az Oregon Ducks vezetőedzője lett.
2017 januárjában három játékos a fárasztó, katonai stílusú edzések miatt kórházba került. Az edzés több forrás szerint is „a katonai alapkiképzéshez hasonló volt, egyikük szerint egy órán át folyamatosan fekvőtámaszokat kellett végezni”. Taggart az eset után személyesen kereste fel a játékosokat, és felelősséget vállalt a probléma miatt.
Felvétele rávilágított az afroamerikai egyetemi edzők alacsony számára (a 128 iskolából 14-ben). Az állam által elfogadott 3118-as jogszabály értelmében az állami finanszírozású egyetemeknek a pozíciókra megfelelő színes bőrűeket is interjúztatniuk kell.
Taggart 2017-ben lemondott.

### Florida State Seminoles
2017. december 5-én a Florida State Seminoles vezetőedzője lett. Első szezonjában a csapat 5–7-es eredményt ért el; 1976 óta ez volt első vesztes szezonjuk és 1981 óta az első, amikor nem jutottak ki a bowlmérkőzésre, így a szurkolók Taggart kirúgását követelték, de az egyetem rektora és atlétikai igazgatója támogatásukról biztosították.
A 4–5-ös eredménnyel kezdődő 2019-es szezon közepén, novemberben kirúgták. A személycsere miatt az egyetem több mint húszmillió dollár kötbért fizetett: ebből közel tizennyolcat Taggart, több mint négymilliót pedig az Oregoni Egyetem kapott (hárommilliót a Ducksszal való jogviszony megszüntetéséért és további 1,3-at a Dél-floridai Egyetemnek az Oregoni Egyetemmel szembeni követeléséért).

### Florida Atlantic Owls
2019. december 11-én, két nappal Lane Kiffin lemondását követően öt évre a Florida Atlantic University vezetőedzője lett. A szerződés szerint éves fizetése 750 ezer dollár volt, valamint 2022. december 1-je előtti távozása esetén hárommillió dollár kötbért kap. 2022. november 26-án a Western Kentucky Hilltoppers elleni 32–31-es vereség után kirúgták.

### Baltimore Ravens
2023. február 22-étől az NFL-beli Baltimore Ravens running backjeinek edzője.

## Családja
Feleségével, Tanishiával két fiuk (Wille Jr. és Jackson), valamint egy lányuk (Morgan) született.

## Eredményei vezetőedzőként
| Év | Eredmény                                           | Eredmény                                           | Helyezés                                           | Továbbjutás                                        | Rangsor                                            | Rangsor                                            |
| Év | Összesített                                        | Konferencia                                        | Helyezés                                           | Továbbjutás                                        | Coaches                                            | AP                                                 |
| Western Kentucky Hilltoppers (Sun Belt Conference)                                                       | Western Kentucky Hilltoppers (Sun Belt Conference) | Western Kentucky Hilltoppers (Sun Belt Conference) | Western Kentucky Hilltoppers (Sun Belt Conference) | Western Kentucky Hilltoppers (Sun Belt Conference) | Western Kentucky Hilltoppers (Sun Belt Conference) | Western Kentucky Hilltoppers (Sun Belt Conference) |
| --- | -------------------------------------------------- | -------------------------------------------------- | -------------------------------------------------- | -------------------------------------------------- | -------------------------------------------------- | -------------------------------------------------- |
| 2010 | 2–10                                               | 2–6                                                | 9.                                                 | –                                                  | –                                                  | –                                                  |
| 2011 | 7–5                                                | 7–1                                                | 2.                                                 | –                                                  | –                                                  | –                                                  |
| 2012 | 7–5                                                | 4–4                                                | 5.                                                 | Little Caesars Pizza Bowl*                         | –                                                  | –                                                  |
| Eredmény:                                                                                                | 16–20                                              | 13–11'                                             | –                                                  | –                                                  | –                                                  | –                                                  |
| South Florida Bulls (American Athletic Conference)                                                       |                                                    |                                                    |                                                    |                                                    |                                                    |                                                    |
| 2013 | 2–10                                               | 2–6                                                | 8.                                                 | –                                                  | –                                                  | –                                                  |
| 2014 | 4–8                                                | 3–5                                                | 7.                                                 | –                                                  | –                                                  | –                                                  |
| 2015 | 8–5                                                | 6–2                                                | 2.                                                 | Miami Beach Bowl                                   | –                                                  | –                                                  |
| 2016 | 10–2                                               | 7–1                                                | T–1.                                               | Birmingham Bowl*                                   | 19                                                 | 19                                                 |
| Eredmény:                                                                                                | 24–25                                              | 18–14                                              | –                                                  | –                                                  | –                                                  | –                                                  |
| Oregon Ducks (Pac-12 Conference)                                                                         |                                                    |                                                    |                                                    |                                                    |                                                    |                                                    |
| 2017 | 7–5                                                | 4–5                                                | 4.                                                 | Las Vegas Bowl*                                    | –                                                  | –                                                  |
| Eredmény:                                                                                                | 7–5                                                | 4–5                                                | –                                                  | –                                                  | –                                                  | –                                                  |
| Florida State Seminoles (Atlantic Coast Conference)                                                      |                                                    |                                                    |                                                    |                                                    |                                                    |                                                    |
| 2018 | 5–7                                                | 3–5                                                | T–5.                                               | –                                                  | –                                                  | –                                                  |
| 2019 | 4–5                                                | 3–4                                                | –                                                  | –                                                  | –                                                  | –                                                  |
| Eredmény:                                                                                                | 9–12                                               | 6–9                                                | –                                                  | –                                                  | –                                                  | –                                                  |
| Florida Atlantic Owls (Conference USA)                                                                   |                                                    |                                                    |                                                    |                                                    |                                                    |                                                    |
| 2020 | 5–4                                                | 4–2                                                | 2.                                                 | Montgomery Bowl                                    | –                                                  | –                                                  |
| 2021 | 5–7                                                | 3–5                                                | T–5.                                               | –                                                  | –                                                  | –                                                  |
| 2022 | 5–7                                                | 4–4                                                | T–4.                                               | –                                                  | –                                                  | –                                                  |
| Eredmény:                                                                                                | 15–18                                              | 11–11                                              | –                                                  | –                                                  | –                                                  | –                                                  |
| Összesen:                                                                                                | 71–80                                              | –                                                  | –                                                  | –                                                  | –                                                  | –                                                  |
| Jelmagyarázat: Konferenciadivízió-bajnok vagy bajnoki mérkőzés * Taggart a bowlmérkőzés előtt felmondott |                                                    |                                                    |                                                    |                                                    |                                                    |                                                    |

## Fordítás
- Ez a szócikk részben vagy egészben  a   Willie Taggart című angol Wikipédia-szócikk ezen változatának fordításán alapul.  Az eredeti cikk szerkesztőit annak laptörténete sorolja fel. Ez a jelzés csupán a megfogalmazás eredetét és a szerzői jogokat jelzi, nem szolgál a cikkben szereplő információk forrásmegjelöléseként.